# Назаренко Леонід Миколайович
Назаренко Леонід Миколайович (21 грудня 1960 — 15 липня 1981) — радянський військовик, учасник афганської війни. Посмертно нагороджений орденом Червоної зірки.

## Біографія
Леонід Назаренко народився 21 грудня 1960 року в селі Микільське Великобурлуцького району Харківської області в українській селянській родині.
Працював слюсарем на Куп'янському ливарному заводі. 14 травня 1980 року був призваний до лав Радянської армії. У жовтні 1980 року прибув до Афганістану. Служив у 180-му мотострілецькому полку 108-ї мотострілецької дивізії. Загинув 15 липня 1981 року у бою в провінції Парван. Він помер прикриваючи відхід товаришів на нову позицію. У тому ж бою також загинули Мар'ян Котвіцький та Микола Галкін.
Був похований у місті Куп'янськ. У «Книзі Пам'яті про радянських воїнів» Леоніда Назаренко характеризували як мужнього, рішучого та самовідданого.

## Нагороди
- Орден Червоної Зірки (посмертно)

## Пам'ять

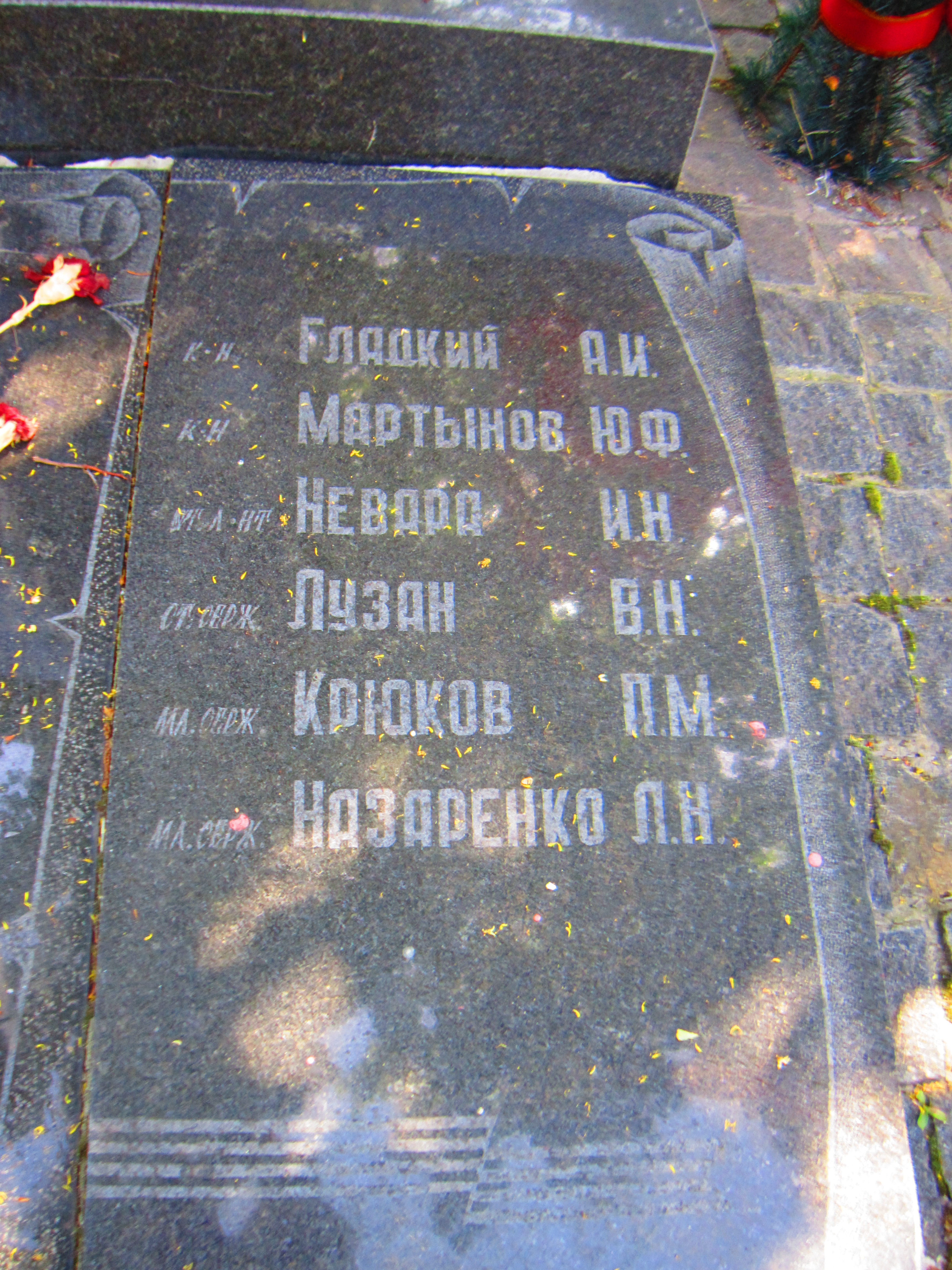
Прізвище Назаренко на Пам'ятному знаці воїнам-інтернаціоналістам у Великому Бурлуці

- Його ім'я викарбуване на одній з плит Меморіального комплексу пам'яті воїнів України, полеглих в Афганістані у Києві[4].
- Його ім'я викарбуване на одній з плит Меморіалу пам'яті воїнів-інтернаціоналістів у Харкові[5].
- Його ім'я викарбуване на Пам'ятному знаці воїнам-інтернаціоналістам у Великому Бурлуці.
- Його ім'я викарбуване на Монументі воїнам-інтернаціоналістам у місті Куп'янськ[6].